# Величане
Величане (словен. Veličane) је насељено место у општини Ормож, Подравска регија, Словенија.

## Историја
До територијалне реорганизације у Словенији биле су у саставу старе општине Ормож.

## Становништво
У попису становништва из 2011. године, Величане су имале 122 становника.
| Број становника према пописима | Број становника према пописима | Број становника према пописима |
| ------------------------------ | ------------------------------ | ------------------------------ |
| 1991                           | 2002                           | 2011                           |
| 171                            | 159                            | 122                            |

Напомена: Године 2006. умањено за дио насеља који је припојен насељу Светиње, а 2007. умањено за део насеља који је припојен насељу Трстеник.